# Blysmus mongolicola
Blysmus mongolicola — вид квіткових рослин родини осокових (Cyperaceae). Ареал: Монголія. Це багаторічник, що росте передусім у помірному біомі.